# Рудолф III фон Монфор
Рудолф III фон Монфор (на немски: Rudolf III von Montfort; * между 1260 и 1275; † 27 март или 28 март 1334, Арбон, Тургау, Швейцария) е епископ на Кур (1322 – 1325) и на Констанц (1322 – 1334), също администратор на абатството Санкт-Гален (1330 – 1333).

## Биография
Той е от влиятелния и богат швабски род Монфор-Фелдкирх, странична линия на пфалцграфовете на Тюбинген, графове на Монфор-Брегенц. Син е на граф Рудолф II фон Монфор-Фелдкирх († 1302) и съпругата му графиня Агнес фон Грюнинген († 1265/1328), дъщеря на граф Хартман I фон Грюнинген († 1280). Племенник е на Фридрих III фон Монфор († 1290) е епископ на Кур (1282 – 1290). Брат е на граф Хуго IV фон Монфор-Фелдкирх († 1310) и Улрих II фон Монфор († 1350), викар-генерал на Кур.
Рудолф фон Монфор е от 1283 г. хорхер и от 1307 г. катедрален пропст в Кур. През 1310 г. той е викар-генерал и заместник на епископа на Кур. През 1322 г. е избран за епископ на Кур и Констанц.
Рудолф е на страната на Фридрих Красивия и през 1332 г. на страната на Лудвиг IV Баварски, затова папата Йоан XXII го отлъчва от църквата през 1324 г. Затова той е погребан в Арбон през 1334 г. в неосветена земя. Едва през 1357 г. епископ Хайнрих III фон Брандис го премества в катедралата на Констанц.

## Галерия
- Герб на епископство Констанц
- Герб на графовете фон Монфор
- Родословно дърво на графовете фон Монфор (ок. 1575)